# 100.000Volts
100.000Volts is een Vlaams productiehuis dat verantwoordelijk is voor diverse producties op de Vlaamse televisie, waaronder een aantal "24/7" documentairereeksen.
Het bedrijf werd opgericht in 2014 als een tv-productiebedrijf door Stef Soetewey, medeoprichter en voormalig managing director van Kanakna Productions. In 2020 breidde het bedrijf uit met een afdeling die digitale mediacampagnes maakt voor bedrijven en organisaties.

## Tv-producties
- Spoed 24/7 (Eén, 2016-2021)
- De Kust is Veilig (VIER, 2017)
- Peking Express (Q2, 2017)
- Politie 24/7 (Eén, 2018-2022)
- Kinderziekenhuis 24/7 (Eén, 2018-heden)
- Pop-up rechtbank (VTM, 2019)
- Dierendokters 24/7  (Eén, 2019-2020)
- De Redders (Play4, 2021-2022)